# ボードゥアン2世 (エノー伯)
ボードゥアン2世（Baudouin II, 1056年 - 1098年?）は、エノー伯（在位：1071年 - 1098年?）。フランドル伯位を主張したが成功しなかった。第1回十字軍に参加したが、アナトリア半島で行方不明となった。

## 生涯
ボードゥアン2世はフランドル伯ボードゥアン6世とエノー女伯リシルドの次男である。兄アルヌールがカッセルの戦いにおいて戦死した後にエノー伯位を継承した。一方でフランドル伯位は戦いで勝利した叔父ロベール1世が奪い取った。ボードゥアンが未成年であった1083年まで、母リシルドはフランドル伯位奪還のためロベール1世との戦いを継続したが失敗に終わった。資金を得るためにリシルドは伯領をリエージュ司教領に委ね、この取引で得た資金で、1072年ごろにリシルドはブイヨン公、ナミュール伯、ルーヴァン伯、モンテギュ伯、シニー伯、オーモン伯（Reiffenbergによるとクレルモン伯）などと同盟を結んだが、ロベール1世はブロクロワで決定的に同盟軍を打ち負かした。
ボードゥアンは領地の一部をリエージュ司教に売却した後、ゴドフロワ・ド・ブイヨンの軍（対立している親族フランドル伯ロベール2世の軍ではなく）に入り第1回十字軍に参加した。1098年、アンティオキア攻囲戦の後、東ローマ皇帝アレクシオス1世コムネノスの支援を求めるため、ヴェルマンドワ伯ユーグ1世とともにコンスタンティノープルに送り返された。しかし、ボードゥアンはアナトリアにおいてセルジューク・トルコからの襲撃を受けた際に姿を消し、おそらく殺されたとみられる。ボードゥアンの安否は長い間不明なままであった。1106年にエルサレムへの巡礼中に、ボードゥアンの妻イドはアナトリアで行方不明の夫の捜索を行ったが、確認できなかった。

## 子女
1084年にルーヴァン伯アンリ2世の娘イドと結婚し、以下の子女をもうけた。
- ボードゥアン3世（1088年 - 1120年） - エノー伯
- ルイ
- シモン - リエージュの律修司祭
- アンリ
- ギヨーム（1117年以降没）
- アルヌール - ルー領主、ベアトリス・ダト（Beatrice d'Ath、1075年頃 - 1136年以前）と結婚、ウスタシュ1世・ド・ルーの父[2]。
- イド（1085年頃 - 1101年以降） - ギー・ド・シエーヴルと結婚、1100年頃にクシー領主トマ・ド・マルルと結婚[2]
- リシルド（1095年頃 - 1118年以降） - 1115年頃にアモーリ3世・ド・モンフォールと結婚（1118年離婚）、夫の死後モブージュ修道院の修道女となる[2]。
- アレイディス（1098年以前 - 1153年） - ニコラ2世・ド・ルミニーと結婚